# Contea di Lake of the Woods
La contea di Lake of the Woods, in inglese Lake of the Woods County, è una contea dello Stato del Minnesota, negli Stati Uniti d'America. La popolazione al censimento del 2000 era di 4 522 abitanti. Il capoluogo di contea è Baudette.
Della contea fa parte l'exclave di Elm Point posta sul Lago dei Boschi nel territorio della provincia canadese di Manitoba.
Dal momento che l'Alaska non è suddivisa in contee, si è soliti affermare che la contea di Lake of the Woods è la contea più settentrionale di tutti gli Stati Uniti.

## Contee e municipalità confinanti
- Distretto di Kenora (Ontario, Canada) - nord-est
- Distretto di Rainy River (Ontario, Canada) - nord-est
- Contea di Koochiching - sud-est
- Contea di Beltrami - sud
- Contea di Roseau - ovest
- Municipalità rurale di Piney (Manitoba, Canada) - ovest
- Prima Nazione Buffalo Point (Manitoba, Canada) - nord-ovest

## Comuni

### Cities
- Baudette (capoluogo)
- Roosevelt
- Williams